# Gabriel-François Villette
Pour les personnalités de même nom de famille, voir Villette.
Gabriel-François Villette, né le 4 novembre 1743 à Verneuil-au-Perche et mort à Paris le 30 décembre 1816, est pharmacien en chef aux armées. Il participe à la guerre d'indépendance des États-Unis, aux campagnes révolutionnaires et au début des guerres napoléoniennes.

## Biographie
Gabriel-François Villette est né à Verneuil-au-Perche, le 4 novembre 1743. Il est le fils de Gabriel Villette, apothicaire de cette ville, et de Marie-Thérèse Dervaux,.
Il est reçu maître apothicaire pour Verneuil en 1766, à 22 ans. L'année suivante, il est reçu pharmacien après examen passé à Paris devant les professeurs Belletête, Macar et Leclair.
Comme pharmacien en chef aux armées, il prend part à la guerre d'indépendance des États-Unis. L'inspecteur en chef des hôpitaux de la marine, Poissonnier, le remarque et le recommande. Villette est nommé pharmacien en chef de la marine à Brest le 20 janvier 1779. Il y est le responsable de la préparation des médicaments. En janvier 1780, il devient apothicaire-major de la prévôté de l'Hôtel, à Paris,. En vertu de cette charge, il s'installe à Versailles, mais pour faire valoir ses droits, il doit y lutter contre les apothicaires de cette ville,.
Lors de la Révolution française, la Commission de salut public le nomme pharmacien de première classe aux armées. Il participe aux différentes campagnes de la Révolution et au début des guerres napoléoniennes. Sous le Consulat, il dirige la pharmacie de l'Hôpital militaire de Trèves, jusqu'en frimaire an X. Plus tard, il sert à l'armée de Bayonne jusqu'au 21 avril 1803 (1er floréal an XI),. Il est ensuite à l'armée des côtes de Brest, où il reçoit sa mise à la retraite en 1804. Il compte plus de 25 ans de service. En 1809, il fait paraître à Paris un opuscule de 29 pages sur les médicaments de sa composition, contre la goutte et les rhumatismes.
Il meurt le 30 décembre 1816 à Paris, dans l'ancien 12e arrondissement.